# Pernod (Parijs)
Pernod is een historisch merk van motorfietsen.
De bedrijfsnaam was: Ets. Moteurs Pernod, Parijs.
Franse firma die al in 1899 motorfietsen bouwde, waarbij de 1 pk-motor achter het achterwiel lag.
In die jaren was de optimale positie van het motorblok nog onduidelijk, maar toen de gebroeders Werner in 1900 ontdekten dat de beste plaats onder in het frame was (de Nieuwe Wernermethode), patenteerden ze dit concept, zodat andere merken het niet konden gebruiken. De productie van de Pernod-motorfietsen eindigde in 1905.